# Bolands
Bolands es una localidad de Antigua y Barbuda, capital de la parroquia de Saint Mary.
Se ubica a una altitud de 11 m sobre el nivel del mar.
Según estimación 2010 contaba con una población de 2088 habitantes.